# Kevin Ariën
Kevin Ariën ist ein belgischer Professor und Leiter der Abteilung für Virologie des ITG in Antwerpen. Er hat zu Ebola, HIV und dem Problem neu und wieder auftretender Viren gearbeitet.

## Leben
Ariën schloss sein Studium an der Freien Universität Brüssel 2001 mit einer Arbeit über Theileria parva ab. Danach war er bis 2005 PhD-Kandidat bei Guido Vanham an der Universiteit Antwerpen mit Aufenthalten bei Eric J. Arts in Cleveland.
Nach einer kurzen Industrietätigkeit bei Tibotec-Virco begann Kevin A. seine Postdoc-Zeit im Labor von Bruno Verhasselt an der Universiteit Gent und arbeitete über das HIV-Protein Nef. Seit 2009 forscht Ariën am Institute of Tropical Medicine Antwerp über HIV und Chikungunya. Bedingt durch Seuchenausbrüche wandte er seine Forschung schnell Ebola und Zika zu.
Kevin Ariën entwickelte insbesondere Schnelltests für Filo- und Arboviren.
Für eine von ihm und sieben weiteren Kollegen entwickelte Klasse von Diaryltriazin-NNRTI wurde in den Vereinigten Staaten ein Patent erteilt.